# Уріель Акоста
Акоста Уріель (або Габріель да Коста, Адам Ромес (лат. Acosta Uriel)) (1585, Порту, — 1640, Амстердам) — португальський філософ єврейського походження, раціоналіст, скептик, теологічний критик та вільнодумець.

## Біографія
Народився у сім'ї маранів (євреїв, які, як правило, під політичним тиском прийняли християнство), отримав католицьку освіту й виховання, але у 29-річному віці оголошує намір повернутися до юдаїзму як віри пращурів, для чого переїздить у Нідерланди, в яких панувала віротерпимість. У 1616 р. пише як послання венеціанським раввінам «Тези проти традиції», в яких виступає проти низки раввінських настанов, а зрештою і проти встановлення будь-яких нових релігійних законів після утвердження Мойсеєвих. За цю працю був підданий херему («малому» відлученню від общини). У 1624 р. публікує працю «Дослідження традиції фарисеїв у порівнянні з писаним законом та відповідь брехливому наклепнику Самуїлу да Сільва», в якій проголошує смертність людської душі, заперечуючи загробне життя, визначає смисл людського існування із земного. Душа, за Акостою — це «тваринні духи» у крові людини, вона має природне походження. За цю працю Акосту засуджено до офіційного відлучення від общини, усі книги знищено. У 1633 р. на прохання Акости відлучення знімають. Акоста по суті не відрікся від своїх ідей, за що у цьому ж році вдруге офіційно відлучено від общини. У 1640 р. відлучення знято, Акоста пройшов принизливий обряд каяття, після якого покінчив життя самогубством.

## Філософські ідеї Уріеля Акости
Акоста визнавав зверхність законів суспільства («законів людської природи») на основі природного розуму над релігійними, вроджений закон любові над ближнім є загальнолюдським і не залежить від релігійних настанов. Божество — це лише найвищий принцип, який закладений у природі. Висловив сумнів у божественному походженні Біблії, заперечував релігії Одкровення, які спотворили і замістили собою природну релігію. Ідеї Акости знайшли продовження у філософії Б. Спінози.

## Праці
- «Тези проти традиції» (1616)
- «Дослідження традиції фарисеїв у порівнянні з писаним законом та відповідь брехливому наклепнику Самуїлу да Сільва» (1624)
- «Приклад людського життя» (1640, опубл. 1687)